# Рошчино (Ленинградска област)
Рошчино (на руски: Рощино; на фински: Raivola) е селище от градски тип в Русия, разположено във Виборгски район, Ленинградска област. Населението му към 1 януари 2018 година е 14 442 души.